# Línea 2 del Tren Eléctrico Urbano de Guadalajara
La Línea 2 del Tren Eléctrico Urbano de Guadalajara es la segunda en haberse construido para agilizar el transporte público a través de medio ferroviario urbano. Su construcción se realizó entre enero de 1992 y junio de 1994. Su costo de construcción fue mucho mayor al de la línea 1 debido a que no existía infraestructura de transporte predecesor como en el caso de la línea 1 e implicó la modificación de colectores del drenaje a fin de construir infraestructura totalmente subterránea y nueva.
La inauguración de esta línea se realizó el 1° de julio de 1994 y fue encabezada por el entonces gobernador de Jalisco Carlos Rivera Aceves (interino) y por el entonces presidente de México Carlos Salinas de Gortari. De las tres líneas existentes, esta es la más corta de la red.
Su color distintivo es el verde. 
| Última ampliación | 1 de julio de 1994               |
| Material rodante  | TLG-88, TEG-90, TEG-15 (reserva) |
| Andenes           | 150 m                            |

## Historia

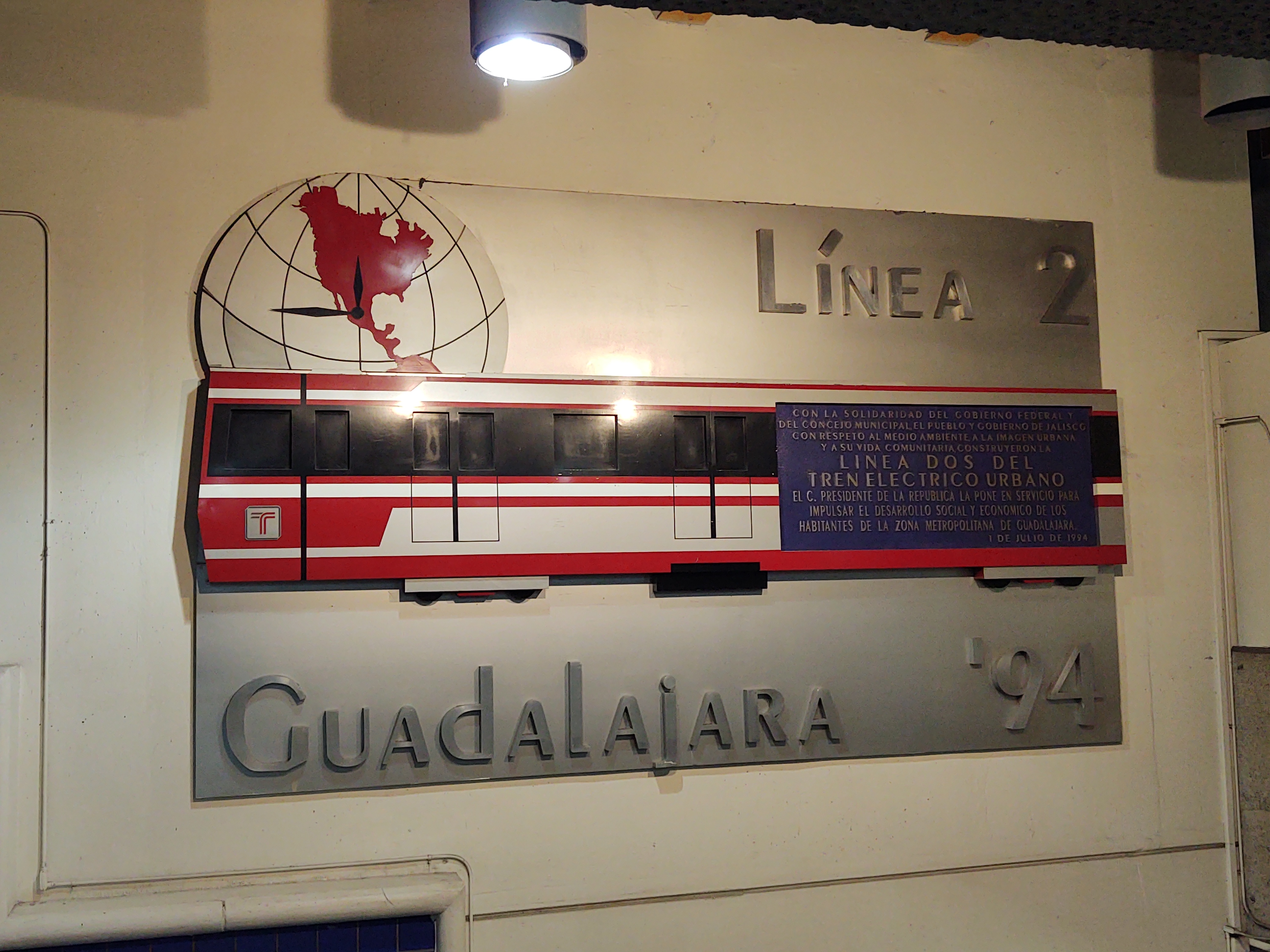
Mural conmemorativo de la inauguración de la Línea 2

En 1990, se realizaron estudios técnicos para la ampliación del sistema de tren eléctrico de Guadalajara mediante una nueva línea de tren ligero. Los estudios determinaron que se realizaban alrededor de 200 mil viajes diarios en transporte público entre el centro y el oriente de la ciudad. En dichos estudios, se estimaba una demanda de 95 mil pasajeros diarios más 35 mil pasajeros de transbordo de la línea 1, dando un total de 130 mil viajes diarios, lo que justificaba la construcción de transporte masivo.
Se estudiaron diversos trazos para la construcción de la línea, tales como La Paz-Cuitláhuac, López Cotilla-Obregón, Hidalgo-República, Manuel Acuña-Esteban Alatorre y Juárez-Mina. Sin embargo, se terminó por elegir el trazo Juárez-Mina debido a que los demás trazos implicaban mayores costos, destrucción de viviendas y edificios históricos, entre otros inconvenientes. Además, este trazo conecta con las vialidades necesarias para en un futuro extender la línea hacia el oriente y poniente.
La construcción comenzó en febrero de 1992 y duró 20 meses. En el tramo entre Juárez y San Juan de Dios, se utilizó una técnica de construcción particular, debido a que se pasaba junto a fincas con valor histórico y cimentación con resistencia desconocida. Posterior a San Juan de Dios, se realizó excavación a cielo abierto.: 61 

## Características
Seis de las diez estaciones de la Línea 2 se construyeron con características similares, por lo que se les denominó "estaciones tipo".: 67  Las características de estas estaciones son:
- Cuatro accesos en banqueta
- Vestíbulos con teléfonos y máquinas para el pago del pasaje
- Pasarelas/cambios de andén para moverse entre vestíbulos de la misma estación
- Andenes de 150 metros, que pueden dar cabida a convoyes de hasta 5 vagones

: 67–68 
Todas las estaciones cuentan con cuarto técnico, el cual puede albergar lo siguiente:
- Jefatura de estación
- Puesto central de control[nota 1]
- Puesto local de control[nota 2]
- Sala de comunicaciones[nota 3]
- Sala de relevadores[nota 4]
- Subestación de tracción[nota 3]
- Subestación de servicios propios
- Tableros de baja tensión
- Planta eléctrica de emergencia
- Sala de equipo de extracción de aire
- Sala de equipo de extracción de aguas freáticas
- Cisterna del sistema contra incendios
- Cárcamo de bombeo de aguas freáticas en pasarela
- Cárcamo de bombeo de aguas negras
- Sanitario para empleados
- Sala de mantenimiento y aseo

: 68–69 

## Estaciones
| Logo | Nombre              | Inauguración       | Municipio   | Conexión | Tipo        | Coordenadas                                             |
| ---- | ------------------- | ------------------ | ----------- | -------- | ----------- | ------------------------------------------------------- |
|      | Juárez II           | 1 de julio de 1994 | Guadalajara |          | Subterránea | 20°40′29.62″N 103°21′18.53″O / 20.6748944, -103.3551472 |
|      | Plaza Universidad   | 1 de julio de 1994 | Guadalajara |          | Subterránea | 20°40′30.38″N 103°20′53.15″O / 20.6751056, -103.3480972 |
|      | San Juan de Dios    | 1 de julio de 1994 | Guadalajara |          | Subterránea | 20°40′30.77″N 103°20′27.03″O / 20.6752139, -103.3408417 |
|      | Belisario Domínguez | 1 de julio de 1994 | Guadalajara | -        | Subterránea | 20°40′21.86″N 103°19′53.24″O / 20.6727389, -103.3314556 |
|      | Oblatos             | 1 de julio de 1994 | Guadalajara | -        | Subterránea | 20°40′13.02″N 103°19′21″O / 20.6702833, -103.32250      |
|      | Cristóbal de Oñate  | 1 de julio de 1994 | Guadalajara | -        | Subterránea | 20°40′3.05″N 103°18′48.15″O / 20.6675139, -103.3133750  |
|      | San Andrés          | 1 de julio de 1994 | Guadalajara | -        | Subterránea | 20°39′55.04″N 103°18′21.89″O / 20.6652889, -103.3060806 |
|      | San Jacinto         | 1 de julio de 1994 | Guadalajara | -        | Subterránea | 20°39′49.98″N 103°17′50.2″O / 20.6638833, -103.297278   |
|      | La Aurora           | 1 de julio de 1994 | Guadalajara | -        | Subterránea | 20°39′44.89″N 103°17′7.96″O / 20.6624694, -103.2855444  |
|      | Tetlán              | 1 de julio de 1994 | Guadalajara | -        | Subterránea | 20°39′35.23″N 103°16′33.49″O / 20.6597861, -103.2759694 |